# Batyrevskij rajon
Il Batyrevskij rajon (in russo Батыревский район?) è un rajon della Ciuvascia, in Russia, di cui il suo capoluogo è il villaggio (selo) di Batyrevo. Istituito il 5 settembre 1927, ricopre una superficie di 943,66 chilometri quadrati e ospita una popolazione di 32 060 abitanti. Il rajon è suddiviso in 19 insediamenti rurali.